# Реальность или фантастика
Реальность или фантастика (англ. Is It Real?) — американский документальный телесериал телеканала National Geographic Channel. Вышел в эфир 25 апреля 2005 года. Программа анализирует популярные или устойчивые тайны или сверхъестественные явления на предмет соответствия действительности. Она включает в себя интервью со сторонниками признаков паранормального, с учёными и скептиками, которые пытаются найти рациональное объяснение таких явлений с использованием научного подхода.

## Эпизоды
| Сезон | Сезон | № эпизода | Год(ы) выхода |
| ----- | ----- | --------- | ------------- |
|       | 1     | 10        | 2005          |
|       | 2     | 19        | 2005–2007     |

### Сезон 1 (2005)
| № эпизода | Название                               | Дата официального выхода |
| --------- | -------------------------------------- | ------------------------ |
| 1.01 (1)  | «Spontaneous Human Combustion»         | апрель 25, 2005          |
| 1.02 (2)  | «UFOs»                                 | апрель 25, 2005          |
| 1.03 (3)  | «Ghosts»                               | апрель 25, 2005          |
| 1.04 (4)  | «Bigfoot»                              | июнь 23, 2005            |
| 1.05 (5)  | «Lake Monsters (Monsters of the Deep)» | август 1, 2005           |
| 1.06 (6)  | «Animal Oracles (Psychic Animals)»     | август 14, 2005          |
| 1.07 (7)  | «Superhuman Powers (X-Men)»            | август 20, 2005          |
| 1.08 (8)  | «Exorcism»                             | август 29, 2005          |
| 1.09 (9)  | «Crop Circles»                         | сентябрь 1, 2005         |
| 1.10 (10) | «Police Psychics (Psychic Detectives)» | сентябрь 12, 2005        |

### Сезон 2 (2005–2007)
| № эпизода | Название                                      | Дата официального выхода |
| --------- | --------------------------------------------- | ------------------------ |
| 2.01 (11) | «Chupacabra»                                  | ноябрь 14, 2005          |
| 2.02 (12) | «Extreme Sleepwalking (Sleepwalking Killers)» | ноябрь 21, 2005          |
| 2.03 (13) | «Stigmata»                                    | январь 4, 2006           |
| 2.04 (14) | «Ape-Man»                                     | февраль 27, 2006         |
| 2.05 (15) | «The Nostradamus Effect»                      | апрель 17, 2006          |
| 2.06 (16) | «Da Vinci Code»                               | апрель 24, 2006          |
| 2.07 (17) | «Atlantis»                                    | июнь 26, 2006            |
| 2.08 (18) | «Bermuda Triangle»                            | сентябрь 25, 2006        |
| 2.09 (19) | «Miracle Cures»                               | октябрь 9, 2006          |
| 2.10 (20) | «Vampires»                                    | октябрь 23, 2006         |
| 2.11 (21) | «Jack the Ripper»                             | октябрь 30, 2006         |
| 2.12 (22) | «Hauntings»                                   | ноябрь 13, 2006          |
| 2.13 (23) | «Russian Bigfoot (Last Living Caveman)»       | ноябрь 20, 2006          |
| 2.14 (24) | «Ancient Astronauts»                          | ноябрь 27, 2006          |
| 2.15 (25) | «Life on Mars»                                | январь 24, 2007          |
| 2.16 (26) | «Feral Children»                              | март 19, 2007            |
| 2.17 (27) | «King Arthur»                                 | май 7, 2007              |
| 2.18 (28) | «Ghost Ships»                                 | август 7, 2007           |
| 2.19 (29) | «Shroud of Turin»                             | август 14, 2007          |

## Критика
Сторонники реальности необычных явлений часто критикуют программу за чрезмерный скептицизм в связи со склонностью находить прозаические объяснения рассматриваемым ситуациям .
23 июня 2008 года, группой независимых расследований (IIG) передача награждена, как одна из редких в СМИ, которые поощряют науку и критическое мышление.